# Neuhaus (Berching)
Neuhaus (ⓘ) ist ein Gemeindeteil der Stadt Berching im Landkreis Neumarkt in der Oberpfalz.
Kirchlich gehört der Weiler Neuhaus zur Pfarrei Waldkirchen im Dekanat Neumarkt in der Oberpfalz.
Am 1. Juli 1972 wurden Thann mit Biermühle, Dietersberg, Fallhaus (mit Thannbrunn verbunden), Neuhaus und Thannbrunn nach Berching eingemeindet.